# Kruszje (gmina Wełes)
Kruszje (mac. Крушје) – wieś w centralnej Macedonii Północnej, administracyjnie i terytorialnie należąca do gminy Wełes. W 2002 roku liczyła 1 mieszkańca.

położenie wsi na mapie gminy

Według danych ze spisu powszechnego przeprowadzonego w 2002 roku, Kruszje zamieszkiwała 1 osoba deklarująca następującą narodowość: 
- Turcy – 1 (100%)